# Egvad Sogn
Egvad Sogn (deutsch Ekwatt) ist eine Kirchspielsgemeinde (dän.: Sogn) in Nordschleswig im südlichen Dänemark. Bis 1970 gehörte sie zur Harde Sønder Rangstrup Herred im damaligen Åbenrå Amt danach zur Rødekro Kommune im damaligen Sønderjyllands Amt, die im Zuge der Kommunalreform zum 1. Januar 2007 in der „neuen“  Aabenraa Kommune in der Region Syddanmark aufgegangen ist.

## Gemeindegebiet
Egvad liegt westlich von Aabenraa (deutsch Apenrade) auf der hier sehr flachen schleswigschen Geest. Die kleine Gemeinde hat heute (1. Januar 2023) 417 Einwohner auf einer Fläche von knapp 30 km². Siedlungsschwerpunkte sind die vier kleinen Dörfer Øbening (deutsch Öbening), Horsbyg (deutsch Horsbük), Nørre Hostrup (deutsch Norder-Hostrup) und Hønkys (deutsch Hönkys). Nur die einsam an der Hauptstraße gelegene Kirche, die seit jeher einen gemeinsamen Pastor mit Hellevad Sogn (deutsch Hellewatt) hat, führt das Toponym Egvad.
Nachbargemeinden sind im Westen Hellevad, im Nordwesten Agerskov Sogn (deutsch Aggerschau), im Nordosten Øster Løgum Sogn (deutsch Osterlügum), im Osten Rise Sogn (deutsch Ries) und im Süden Hjordkær Sogn (deutsch Jordkirch).

## Geschichte
Im Mittelalter gehörte Egvad zur Süderrangstrup-Harde im Herzogtum Schleswig. Gemeinsam mit der Ries-Harde und dem Birk Varnæs (dt.: Warnitz) bildete sie ab dem 14. Jahrhundert das Amt Apenrade. Bei den Landesteilungen von 1490, 1544 und 1581 kam Ekwatt jeweils fast geschlossen an den Gottorfer Landesteil.
1864 fiel das Herzogtum Schleswig an Preußen. Egvad wurde 1869 auf vier Landgemeinden aufgeteilt: im Norden Horsbük (Horsbyg), im Nordwesten Öbening (Øbening), im Süden Hönkys (Hønkys) mit der Kirche und im Osten (Norder-)Hostrup. Der Zusatz „Norder“ erfolgte zur Unterscheidung von Hostrup bei Felsted (dt.: Feldstedt), während das Kirchdorf Hostrup bei Tønder (dt.: Tondern) und Hostrup bei Havetoft weit genug entfernt schienen, um Verwechslungen zu vermeiden.
1920 erfolgte die Eingliederung ganz Nordschleswigs nach Dänemark. Im Kirchspiel Egvad hatten 348 Wahlberechtigte für Dänemark und nur 31 für Deutschland votiert. Egvad wurde eine einheitliche Kommune im Åbenrå Amt. Durch die neue Grenze ging das südliche Hinterland verloren. Hellewad blieb agrarisch geprägt und fungierte bis in die jüngste Zeit als Einkaufsort für das dünn besiedelte Umland.

## Wirtschaft und Verkehr
Hauptverkehrsader ist die in Ost-West-Richtung verlaufende Hauptstraße von Løgumkloster (dt.: Lügumkloster) nach Aabenraa (dt.: Apenrade). Die Straße von Rømø (dt.: Röm) nach Flensburg kreuzt sich unmittelbar westlich der Gemeinde mit dieser.
Den ersten Bahnanschluss erhielt Egvad mit der Apenrader Kreisbahn, die einen Haltepunkt in Nørre Hostrup betrieb. Die Strecke von (Bredebro-)Løgumkloster nach Aabenraa wurde ab 1926 vollspurig umgebaut, doch bereits 1936 stillgelegt. Nächster Bahnhof ist seitdem Rødekro (dt.: Rothenkrug) an der Hauptstrecke Fredericia–Flensburg.

## Sehenswürdigkeiten
Die kleine, sehr alte romanische Kirche St. Laurentius mit stumpfem Turm, Schiff, Chor und Apsis liegt einsam an der Landstraße.

## Persönlichkeiten
- Anette Hoffmann-Møberg (* 5. Mai 1971 in Egvad), Handballspielerin